# Fagopyrum tibeticum
Fagopyrum tibeticum är en slideväxtart som först beskrevs av A.J.Li, och fick sitt nu gällande namn av Adr.Sanchez & Jan.M.Burke. Fagopyrum tibeticum ingår i släktet boveten, och familjen slideväxter. Inga underarter finns listade i Catalogue of Life.